# قرية سوق بغداد
قرية سوق بغداد، هي الموقع والسوق الذي بُنيت عليه مدينة بغداد المدورة، بعهد المنصور التي سبقت مدينة بغداد الحاليّة. وبالتراث كان بالقرية سوق يجتمع فيها التجار. أول من دخلها من المسلمين المثنى بن حارثة الشيباني الذي كان أول من قاتل الفرس بعهد أبي بكر الصديق.

## المقدمة
ان اسم بغداد، كان معروفا من قبل بصيغة بكداد وبكدادو، أو بكدادا، منذ ما يقارب الفي سنة قبل مجيء الإسلام. وهكذا ظل الاسم القديم حيا في تلك المنطقة، من خلال شهرة سوقها، الذي تناولته المصادر والمراجع التاريخية، والتراثية، التي وصلت إلى أيدينا، وعرفناه من خلالها باسم قرية سوق بغداد. وظل اسم هذه القرية وسوقها التاريخي القديم باقيا، حيا، عبر الزمن في تلك المنطقة، خالدا فيها، ومخلدا لها والتي حملت اسمه فيما بعد.

## لمحة تاريخية
في سنة 13هـ/634م، فتح المسلمون العراق، ودخلوا قرية سوق بغداد، على عهد الخليفة أبو بكر الصديق. حيث أن أهل الحيرة قالوا إلى المثنى بن حارثة الشيباني: إلا ندلك على قرية تأتيها تجار مدائن كسرى، وتجار السواد، يعنون قرية سوق بغداد، وكانت تقوم بها سوق في كل شهر، ويجتمع بها في كل سنة من أموال الناس مثل خراج العراق. 

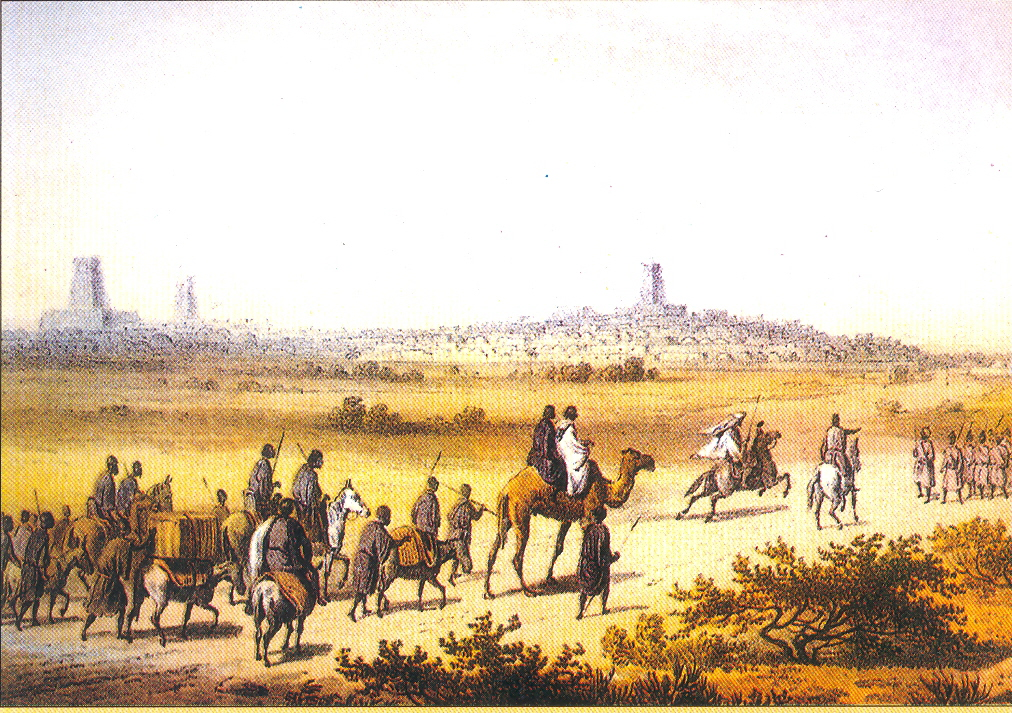
قوافل تجارية

وهذه أيام سوقهم التي يجتمعون فيها، فان أنت قدرت على أن تعبر إليهم وهم لا يشعرون، أصبت بها مالاً يكون فيه عز للمسلمين وقوة على عدوهم، وبينها وبين مدائن كسرى عامة يوم، ثم سار بهم فصبحهم في أسواقهم فوضع فيهم السيف، فقتل وأخذ الأموال وقال لأصحابه: لا تأخذوا إلا الذهب والفضة ومن المتاع ما يقدر الرجل منكم على حمله على دابته، وهرب الناس وتركوا أمتعتهم وأموالهم، وملأ المسلمون أيديهم من الصفراء والبيضاء. ويروي عن هذه الحادثة البلاذري حيث يقول: وسار خالد بن الوليد إلى الأنبار (فيروزشابور) فتحصّن اهلها، ثم اتاه من دلّه على سوق بغداد، وهي السوق العتيق الذي كان عند قرن الصراة، فبعث خالد القائد المثنى بن حارثة الشيباني فأغار عليه، فملأ المسلمون ايديهم من الصفراء والبيضاء وما خفّ حمله من المتاع.

## بناء مدينة السلام
ومما ذكر انها المنطقة التي قرر الخليفة المنصور ان تكون موضع مدينته التي أطلق عليها مدينة السلام ولكنها اشتهرت فيما بعد باسم بغداد نسبة إلى هذا الموضع.
حيث جاء ان عند قدوم المنصور، اصيب أحد جنود موكبه برمد في عينيه، فتخلف بالمدائن، فاخبره الطبيب الذي تولى علاجه، بانه قرأ في كتبهم ان رجلا مقلاصا يبني مدينة بين دجلة والصراة، وسوف يكون لها شأن عظيم. فعندما رجع هذا الجندي، نقل إلى الخليفة النبوءة التي سمعها من الطبيب، فقال الخليفة المنصور: انا والله كنت ادعى مقلاصا، وانا صبي. فامر ببناء مدينته في منطقة قرية بغداد. ويذكر الطبري في تاريخه، ان المنصور، بنى مدينته على بناء مدينة بغداد، حيث كان قد بعث رجالا يطلبون له موضعا، يبني فيه المدينة، فطلبوا ذلك في سنة 144هجرية، فوقع اختيارهم على موضع بغداد، قرية على شاطيء الصراة. فبناها عليها.